# Spökfesten

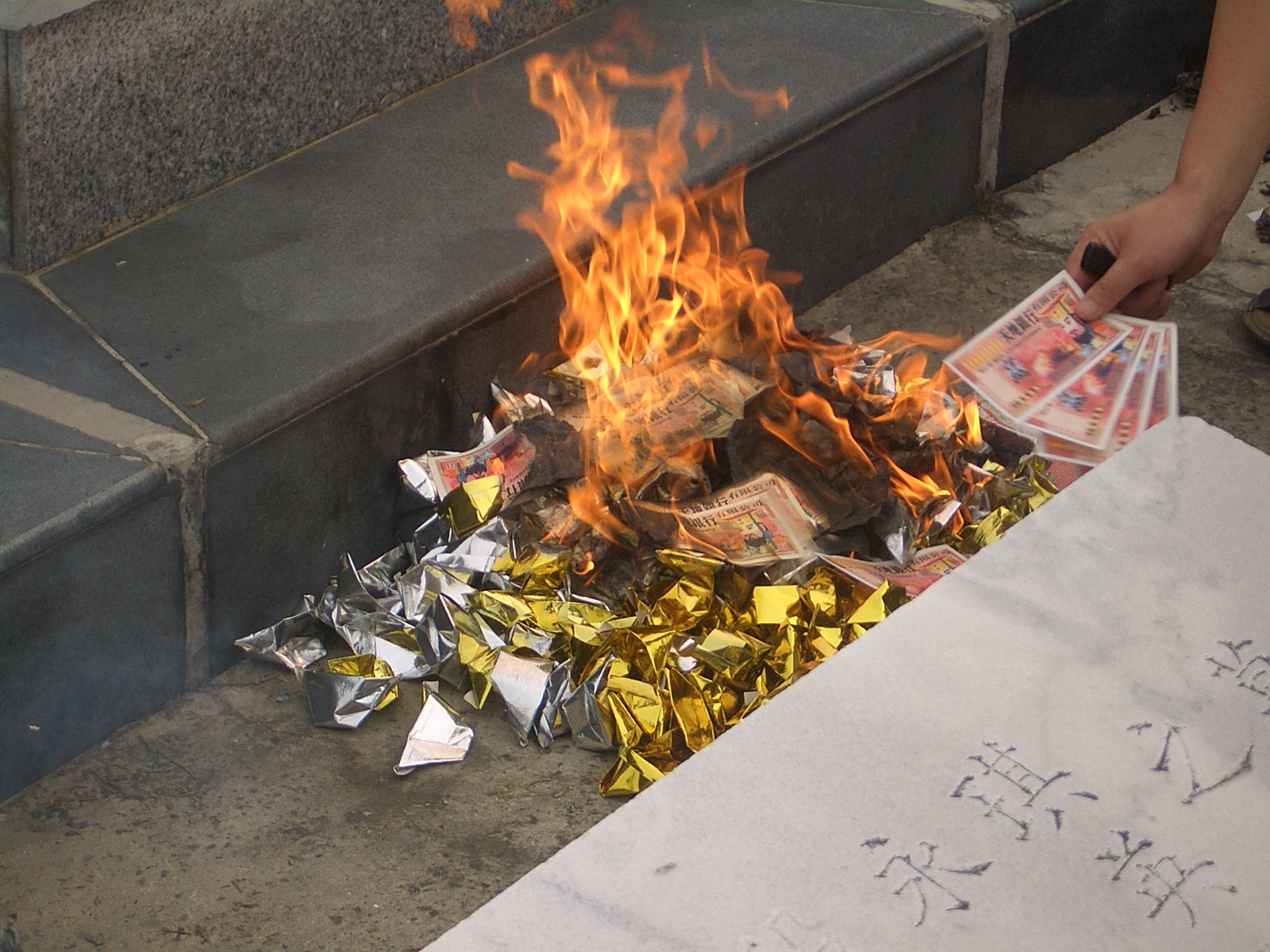
Eldning av papperspengar i samband med spökfesten.

Spökfesten, även Spökfestivalen eller Det hungriga spökets festival, är en traditionell buddhistisk och taoistisk fest som inträffar den femtonde natten i den sjunde månaden (även kallad spökmånaden) i den kinesiska månkalendern.  Vanligtvis infaller denna natt mellan mitten-slutet av augusti.
Enligt traditionen är detta den månad då himlens och helvetets portar öppnas och själarna släpps fria och kan återvända till jorden i en månad. Människor bränner papperspengar och ställer mat på altare, som en välgörenhet till de döda de själva inte är släkt med. På så sätt hjälper man sina döda föräldrar och släktingar så att de inte råkar illa ut i livet efter detta.
Under spökmånaden öppnas templens portar mot himlen och helvetet den första dagen i den sjunde månaden. Portarna stängs igen av en av templets präster den första dagen i nästföljande månad och de dödas andar jagas bort med ett svärd.
Spökmånaden firas förutom i Kina också i Taiwan, Hongkong, Singapore, Malaysia, Vietnam och Japan samt av många kineser utomlands.